# Pedomicrobium
Il Pedomicrobium è un batterio ubiquitario dominante nei biofilm acquatici, specialmente in strutture costruite dall'uomo come i sistemi di distribuzione delle acque e i bioreattori. A causa della loro capacità di ossidare il manganese (Mn), sono ritenuti i principali colpevoli delle “acque sporche” in ambienti con manganese (Sly et al., 1988a).

## Tassonomia ed ecologia del Pedomicrobium

### Tassonomia
Basandosi sull'analisi della sequenza di rRNA 16S (ribosomiale), il Pedomicrobium è un batterio che appartiene alla famiglia delle Hyphomicrobiaceae, all'interno dell'ordine dei Rhizobiales sotto la classe delle alphaproteobacteria, nel phylum proteobacteria (Garrity et al., 2001). Vi sono venti generi appartenente alla famiglia delle Hyphomicrobiaceae (Williams et al., 1990), di questi il Pedomicrobium è più strettamente correlato al Hyphomicrobium e al Filomicrobium (Stahl et al., 1992).
Il genus Pedomicrobium consiste di tre specie, di queste due sono capaci di ossidare il manganese (Mn) e di accumulare specie chimiche derivate, e sono Pedomicrobium manganicum e Pedomicrobium americanum.
La specie Pedomicrobium ferrugineum ossida il ferro (Fe) ma non il Mn (Cox and Sly, 1997).

### Ecologia
I pedomicrobium sono batteri simbionti ifali che possono essere trovati sia negli ambienti terrestri che acquatici (Sly et al., 1988a). La modalità dimorfica di riproduzione risulta in una forma non-mobile, che ha l'abilità di aderire fortemente alle superfici e di formare dei biofilm (Sly et al., 1988b). Le cellule fortemente aderenti si avvantaggiano dei nutrienti e degli ioni manganosi solubili attratti dalla interfaccia solido-liquido, che vengono continuamente riforniti dal flusso d'acqua (Sly et al., 1988a). I batteri che ossidano manganese nei biofilm, si sono dimostrati capaci di incrementare di molto il tasso di ossidazione del Mn (Sly et al., 1988b).

## Ossidazione del manganese causata da Pedomicrobium
L'associazione degli ossidi del manganese con le superfici delle cellule microbiche è ben nota (Larsen et al., 1999). L'ossidazione del Mn esercitata da Pedomicrobium avviene grazie a enzimi, e la deposizione del diossido di manganese avviene su polisaccaridi extracellulari acidi (Sly et al., 1990a; Larsen et al., 1999). Il meccanismo della ossidazione a Mn II fatto dal Pedomicrobium è un processo a due stadi che coinvolge l'assorbimento del Mn attraverso cariche di superficie e attrazione ionica, e la susseguente ossidazione a ossido di Mn (Larsen et al., 1999). Larsen et al. (1999) mostrava che l'enzima per l'ossidazione del Mn si trova localizzato nelle membrane esterne della cellula e che l'attività dell'enzima è dipendente dal rame. Recenti ricerche nei laboratori hanno mostrato che il gene che codifica per l'enzima che ossida il manganese è una ossidasI multi-rame putativa, che possiede quattro siti di legame per il rame. Il colore di questi minerali è nero, come la selce nera del Gunflint in Minnesota, come i noduli di manganese nel fondo degli oceani, oppure come il nucleo interno di alcuni tipi di meteorite (della classe condrite carbonacea).

## Effetti del manganese
Il manganese viene considerato un inquinante secondario, che include ogni sostanza nell'acqua che viene percepita come sgradevole per il suo sapore, odore, colore, corrosività, schiumosità, o che causa decolorazione o pigmentazione, senza avere un effetto diretto sulla salute (Herman, 1996). In effetti, piccole concentrazioni di Mn nella nostra dieta sono essenziali alla salute umana (Keen et al., 1999).
Dunque il Mn viene trattato come un metallo sgradito nei sistemi di distribuzione dell'acqua dal momento che nella sua forma di ossido indissolubile riduce le caratteristiche "estetiche" che sono proprie dell'acqua di buona qualità. La presenza di Mn provoca l'accumulo di ossidi metallici nei biofilm nelle superfici delle condotte principali d'acqua, che possono staccarsi o de-granularsi dando un colore marrone-nerastro e una torbidità che sono caratteristiche dell'acqua "sporca" contenente manganese (Sly et al., 1990b). I sedimenti prodotti sono responsabili del cattivo sapore e delle proprietà di creare chiazze e macchie, che spesso affliggono le lavanderie, la porcellana, i piatti, gli utensili e le piscine (Vaner et al., 1996).

## Proposto dall'astronomo Fred Hoyle come "spora della vita"
Secondo l'astronomo e astrofisico Fred Hoyle, sostenitore della teoria della panspermia, in una meteorite caduta a Murchison in Australia nel 1969 (esaminata dallo scienziato Hans Pflug), sono contenuti i "mattoni della vita". In questa meteorite, una condrite carbonacea contenente delle formazioni simili a quelle di microscopici funghi fossilizzati, sono state trovate molte sostanze precursori della vita, e inoltre più di 50 aminoacidi, in prevalenza levogiri (più simili a quelli di origine naturale, rispetto a quelli racemici di origine sintetica). Alcuni di questi aminoacidi sono identici a quella ventina che formano le proteine degli organismi sul pianeta Terra. Secondo Hoyle, questi germi sono passati dagli asteroidi e meteoriti alle rocce terrestri, dove ossidando il manganese, avrebbero costituito enormi formazioni di rocce scure, come quelle della selce nera del Gunflint nello stato del Minnesota (Stati Uniti).